# The Haunted Sentinel Tower
The Haunted Sentinel Tower è un cortometraggio muto del 1911. Il nome del regista non viene riportato nei credit del film che, prodotto dalla Edison Company, fu interpretato da Herbert Prior, Mabel Trunnelle e James Gordon.

## Produzione
Il film fu prodotto dalla Edison Company. Venne girato a Morro Castle, Cuba.

## Distribuzione
Distribuito dalla General Film Company, il film - un cortometraggio in una bobina - uscì nelle sale cinematografiche statunitensi il 18 aprile 1911.